# Winfried Junge

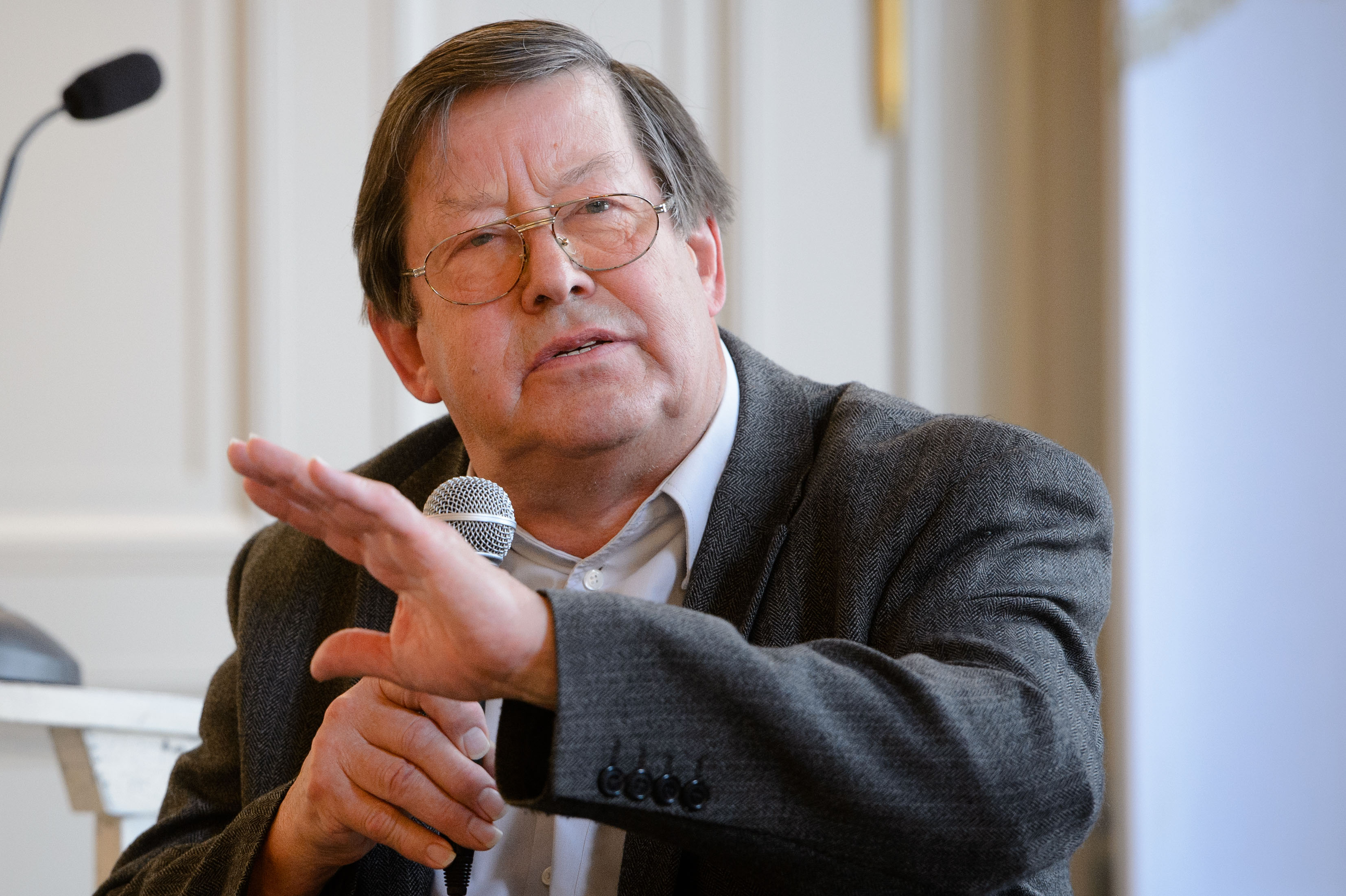
Winfried Junge (2014)

Winfried Junge (* 19. Juli 1935 in Berlin) ist ein deutscher Dokumentarfilmregisseur, der vor allem durch das Langzeitprojekt Die Kinder von Golzow bekannt ist.

## Leben

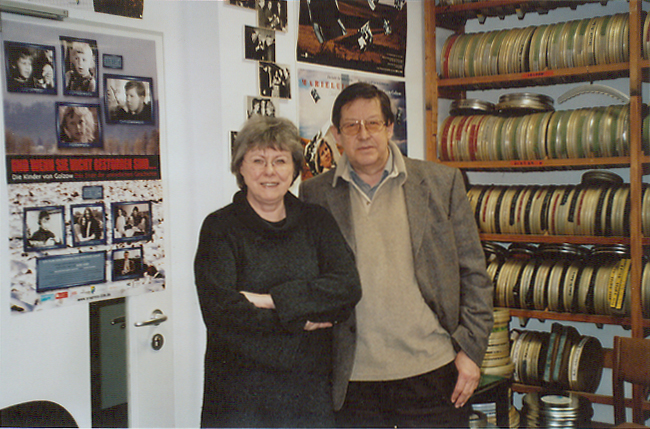
Barbara und Winfried Junge im Schneideraum

Junge kam als einziges Kind von Werner und Margarete Junge (Telefonistin, nach dem Krieg Kontoristin bei HO) in der  Prenzlauer Allee 144 zur Welt.
Nachhaltig geprägt hat ihn seine Kindheit im Zweiten Weltkrieg. 1939 wird Junges Vater eingezogen. Als Unterleutnant wird er in der Verwaltung eingesetzt und ist in Łódź, damals Litzmannstadt, stationiert. Er darf in dieser Position seine Familie mitnehmen – so kommt es, dass Winfried Junge abwechselnd ein Halbjahr in Dahlwitz-Hoppegarten und in Łódź zur Schule geht. Im Februar 1945 sieht der Neunjährige seinen Vater während eines Urlaubs in Berlin zum letzten Mal. Die Nachkriegszeit verbringt Winfried Junge in Berlin-Friedrichshagen. Seine Mutter verdient den Lebensunterhalt für beide und er übernimmt viele Pflichten im Alltag: mit Lebensmittelkarten einkaufen, überall Schlange stehen, um Essen zu ergattern, sich um die Wohnung kümmern. Der Vater bleibt vermisst und wird 1950 für tot erklärt.
Junge studierte zunächst Germanistik an der Pädagogischen Fakultät der Humboldt-Universität in Berlin; kurz nach dem seine Mutter an Krebs verstarb, wechselte er im Frühjahr 1954 als einer der ersten Studenten an die neue Deutsche Hochschule für Filmkunst in Potsdam-Babelsberg. 1958 absolvierte er die Diplomprüfung als Filmdramaturg mit der theoretischen Arbeit Einige Probleme der Gestaltung des neuen Helden im DEFA-Dokumentarfilm mit industrieller Thematik. Zunächst arbeitete er daraufhin beim DEFA-Studio für populärwissenschaftliche Filme als Assistent des DDR-Dokumentarfilmregisseurs Karl Gass. 1961 entstand nach dessen Idee der erste Teil der Golzow-Serie unter dem Titel Wenn ich erst zur Schule geh′. Im selben Jahr erhielt Junge einen Vertrag als Regisseur im DEFA-Studio für Wochenschau und Dokumentarfilme. 1963 drehte er den Dokumentarfilm Der Kinder wegen – Flucht ins Vaterland über Übersiedler von der Bundesrepublik Deutschland in die DDR.
1979 wurde Junge zum stellvertretenden Vorsitzenden der Sektion Dokumentarfilm und Fernsehpublizistik des Verbandes der Film- und Fernsehschaffenden der DDR gewählt. Er war von 1985 bis 1987 Präsident des Nationalen Festivals Dokumentar- und Kurzfilm der DDR für Kino und Fernsehen in Neubrandenburg. Nach dem Ende der DDR und damit auch der DEFA führte Junge das Golzow-Projekt in Co-Produktion mit Sendern der ARD, vor allem des RBB, weiter. Die A Jour Film- und Fernsehproduktion GmbH in Berlin-Köpenick ist seitdem Produzent seiner Filme.
1990 wurde Winfried Junge Vizepräsident des Komitees Internationales Leipziger Festival für Dokumentar- und Animationsfilm und 1995 Mitglied der AG Dokumentarfilm e. V. Gemeinsam mit seiner Frau Barbara wurde er 1996 zum Mitglied der Akademie der Künste Berlin-Brandenburg berufen.
Junge hat insgesamt mehr als 50 Dokumentarfilme für Kino und Fernsehen gedreht, darunter auch Reportagen aus dem Ausland (beispielsweise In Syrien auf Montage (1970), Somalia – Die große Anstrengung (1976)). Außerdem war er Regisseur des Kinderspielfilms Der tapfere Schulschwänzer (1967). 2019 erschienen in der Edition Jenseits von Golzow 15 DEFA-Dokumentarfilme von Winfried Junge bei Absolut Medien auf DVD.
Winfried und Barbara Junge leben in Berlin-Friedrichsfelde.

## Filmografie (Auswahl)
- 1961–2007: Die Kinder von Golzow
- 1962: Schaut auf diese Stadt (Kameramann)
- 1964: Ferientage
- 1965: Studentinnen – Eindrücke von einer Hochschule
- 1966: Elf Jahre alt
- 1968: Mit beiden Beinen im Himmel – Begegnung mit einem Flugkapitän
- 1970: Wenn man vierzehn ist
- 1970: Auf der Oder
- 1971: In Syrien auf Montage
- 1972: Wenn jeder tanzen würde, wie er wollte, na!
- 1972: Einberufen
- 1973: Ich bin ein Junger Pionier
- 1974: Sagen wird man über unsre Tage
- 1975: Ich sprach mit einem Mädchen
- 1976: Somalia – Die große Anstrengung
- 1977: Termin Spirale Eins
- 1978: Hummelflug
- 1981: Markersbach – Energie des Wassers und des Menschen
- 1987: Das Pflugwesen – es entwickelt sich
- 1989: Gruß aus Libyen oder Grün ist eine schöne Farbe
- 1990: ...und der Vater blieb im Krieg. Begegnung mit syrischen Waisen
- 1990: Nicht jeder findet sein Troja – Archäologen
- 1997: Da habt ihr mein Leben – Marieluise, Kind von Golzow
- 1997: Was geht euch mein Leben an – Elke, Kind von Golzow
- 1999: Brigitte und Marcel – Golzower Lebenswege
- 2000: Ein Mensch wie Dieter – Golzower
- 2002: Jochen – ein Golzower aus Philadelphia

## Auszeichnungen
- 1962: Hauptpreis beim IFF Leipzig für Nach einem Jahr
- 1963: Ehrendiplom beim IFF Oberhausen für Nach einem Jahr
- 1966: Silberne Taube beim IFF Leipzig für Elf Jahre alt
- 1967: Heinrich-Greif-Preis III. Klasse für Elf Jahre alt
- 1968: Silberne Taube beim IFF Leipzig für Mit beiden Beinen im Himmel
- 1980: Heinrich-von-Kleist-Kunstpreis des Bezirks Frankfurt/Oder
- 1981: Goldene Taube beim IFF Leipzig ehrenhalber für Lebensläufe
- 1981: Nationalpreis der DDR III. Klasse für Die Chronik der Kinder von Golzow
- 1982: FIPRESCI-Preis und Otto-Dibelius-Preis beim IFF Berlin für Lebensläufe
- 1982: Kunstpreis des FDGB für Markersbach
- 1983: Kunstpreis der FDJ für Lebensläufe
- 2007: Preis der DEFA-Stiftung für die Verdienste um den deutschen Film (gemeinsam mit seiner Frau Barbara Junge)
- 2008: Verdienstorden des Landes Brandenburg
- 2009: Deutscher Kritikerpreis (Ehrenpreis) (gemeinsam mit seiner Frau Barbara Junge)